# ثول

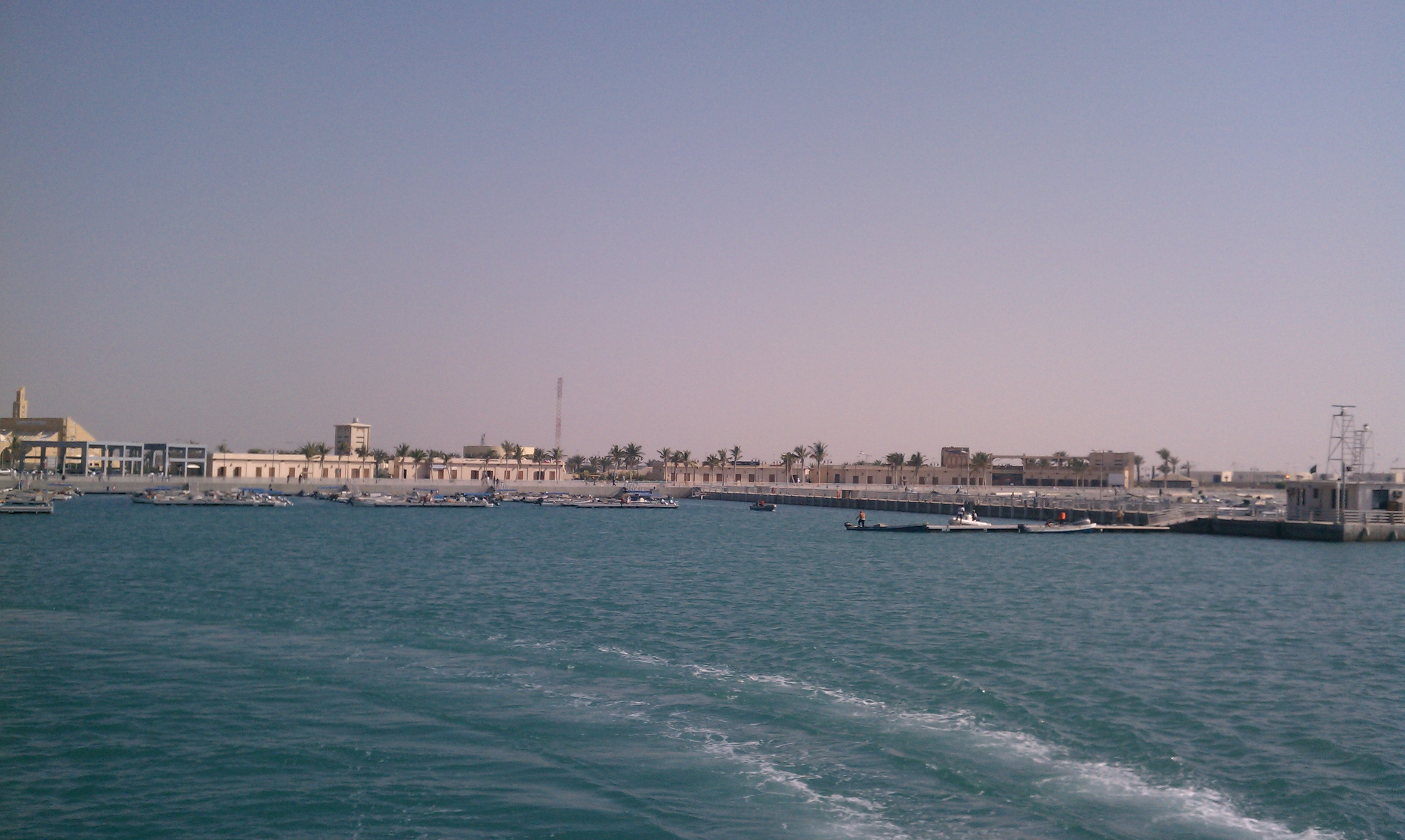
مقر خفر السواحل

مركز ثُوَل، هو مركز يتبع لمحافظة جدة في منطقة مكة المكرمة، تقع على ساحل البحر الأحمر على مسافة 80 كم شمال مدينة جدة وعلى مقربة من مدينة رابغ. وقد تم اختيارها عام 2007م لتكون موقعَ جامعة الملك عبد الله للعلوم والتقنية ويوجد فيها مرسى الصيادين حيث تشتهر بصيد السمك والحرف اليدوية.

## التسمية
وما سميت المدينة إلا بهذا الوادي فثول: اسم للوادي المحيط بالبلدة من جهات الجنوب والشرق، ولكن غلبت هذه التسمية مؤخراً على البلدة فأصبحت تعرف ببلدة ثول نسبة إلى الوادي، وقد تطورت ثول مؤخراً وخصوصاً بعد بناء جامعة الملك عبد الله للعلوم والتقنية فأصبح فيها بلدية متطورة تقوم بأعمال المدينة وبنظافتها وفُتح فيها عدد من الدوائر الحكومية.

## التاريخ
كانت ثول في السابق تعرف باسم الدعيجية ويقال ثول ـ بضم الثاء وسكون الواو ـ وثُوًل ـ بالضم والفتح للواو.
واشتهرت بلدة الدعيجية بأنها من المدن ذات الأهمية لكونها على شاطئ البحروقد كانت مركزاً تجارياً مهماً لبعض القرى المجاورة لها، وسوقاً عامراً للبيع والشراء. وقد كانت الحرفة الأساسية لأهالي البلدة من قبيلة الجحادلة من
حرب الغوص واستخراج الصدف (المحار) من أعماق البحر والصيد والإبحار ونقل البضائع إلى بعض المواني المطلة على ساحل البحر الأحمر مثل: ميناء مصوع وجزيرة دهلك في إريتريا، وميناء سواكن في السودان. وقد استمرت تلك المهنة خلال حكم الملك عبد العزيز، وفترة من بدايات حكم الملك سعود قبل أن تتوقف هذه المهنة نهائياً مع تطور الصناعة الحديثة.
قال الشيخ عاتق البلادي: «الدعيجية: تصغير المنسوب إلى الدعج، وهو سواد العيون: بلدة ساحلية عامرة ذات أحياء متعددة فيها إمارة وشرطة ومستوصف صحي ومسجد جامع ومدارس عديدة، تقع على الطريق بين جدة ورابغ، سكانها من زبيد حرفتهم الأصلية صيد الأسماك، وغلب عليها اليوم اسم ثول، وثول: الخبت كلّه المحيط بالدعيجية، أما البلدة فهذا اسمها».
وقال أيضاً: : ثول: هو الخبت الذي يصب فيه ماء أمَج قبل البحر فيه مزارع عثرية، كان مشهوراً بجودة دخنه يحضره الناس كما يحضرون صيف النخل، وفيه بلدة الدعيجية على الطريق بين جدة ورابغ".

### ثول في الشعر العربي
ورد ذكر ثول في الشعر العربي، فقد مدح الشاعر المكي شهاب الدين أحمد بن الحسين ابن العليف شريف مكة بركات بن محمد سنة 912هـ، بقصيدة يقول فيها:

## المعالم
- جامعة الملك عبدالله للعلوم والتقنية.
- ميناء ثُوَل: وهو ميناء قديم جداً أنشئ منذ عدة قرون ويصاد فيه الكثير من الأسماك وخصوصاً سمك الناجل الأحمر اللون، وكان هذا الميناء معروفاً بوفرة اللؤلؤ، وعلى طول ذلك الساحل تتكون الشعب المرجانية إلى شاطئ أبحر في جدة.
- كورنيش ثول: قام بتبني بناء كورنيش ثول شركة أرامكو السعودية وقامت بصيانته شركة سعودي أوجيه ويقع بالقرب من المدينة وادي ثول
- مبنى البلدية
- مسجد الشاطئ
- الجزيرة الملكية
- المركز الحضاري

## أسواق ثول القديمة
- سوق الدعيجة
- سوق الحويزي
- سوق الجحادلة
- الحلقة
- الميزان
- الحراج.[4]

## الحرف في ثول
- صيد السمك
- رحلات الصدف
- التجارة
- الزراعة
- البناء
- الصناعة
- الصياغة.[5]

## وصلات خارجية
- «ثول» أكبر توطين حضري يقود طفرة عقارية جديدة شمالي جدة.